# John Lewis Adams

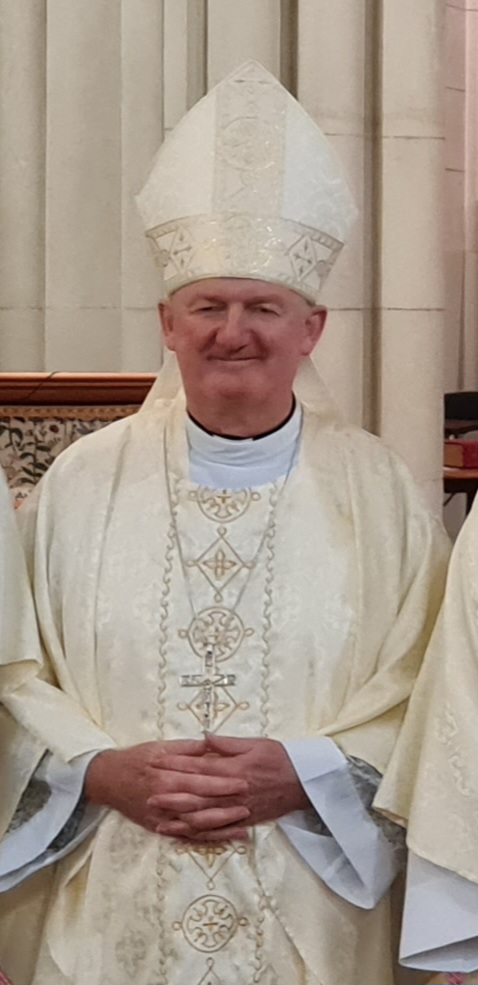
John Lewis Adams, 2024

Bischofswappen von John Lewis Adams

John Lewis Adams (* 18. November 1963 in Christchurch) ist ein neuseeländischer Geistlicher und römisch-katholischer Bischof von Palmerston North.

## Leben
John Lewis Adams studierte Theologie am Priesterseminar  Holy Cross in Auckland. Außerdem erwarb er einen Abschluss in Erziehungswissenschaft am Christchurch Technical College sowie einen Bachelor of Science in Geografie an der University of Canterbury in Christchurch. In Sydney erwarb er ein Advanced Diploma in Theologie. Am 4. Juni 2003 empfing er das Sakrament der Priesterweihe für das Bistum Christchurch.
Neben Aufgaben in der Pfarr- und Schulseelsorge war er von 2011 bis 2021 Mitglied des Clergy Trust Fund. Ab 2009 gehörte er dem Priesterrat an, dessen Präsident er 2015 wurde. Ab 2013 war er Bischofsvikar für die Bildung und ab 2015 Mitglied des Konsultorenkollegiums. In der Pfarrseelsorge war er zuletzt Pfarrer der Pfarrei St. Peter Chanel.
Papst Franziskus ernannte ihn am 22. Juni 2023 zum Bischof von Palmerston North. Der Bischof von Auckland, Stephen Marmion Lowe, spendete ihm am 30. September desselben Jahres in der Kathedrale von Palmerston North die Bischofsweihe. Mitkonsekratoren waren der Bischof von Christchurch, Michael Andrew Gielen, und der Bischof von Dunedin, Michael Joseph Dooley.